# La Force de l'argent

La Force de l'argent est un film muet français réalisé par Léonce Perret et sorti en 1913.

## Fiche technique
- Titre : La Force de l'argent
- Réalisation : Léonce Perret
- Chef-opérateur : Georges Specht
- Société de production : Société des Etablissements L. Gaumont
- Format : Muet - Noir et blanc
- Genre : Film dramatique
- Date de sortie : 
  -  France : avril 1913

## Distribution
- Maurice Vinot : Serge Renot
- Louis Leubas : Hertzog
- Léon Lorin : Monsieur Leclerc
- Marie Dorly : Madame Leclerc
- Suzanne Grandais : Suzanne Leclerc
- Jeanne Aylac : la comtesse de Vergnes
- Sertils : Pierre de Vergnes